# Eomeigenielloides segestris
Eomeigenielloides segestris là một loài ruồi trong họ Tachinidae.